# Das Jahr, in dem wir uns kennen lernten
Das Jahr, in dem wir uns kennen lernten ist eine US-amerikanische Filmkomödie aus dem Jahr 2008. Regie führte Patrick Sisam, der auch das Drehbuch anhand der Kurzgeschichten The Year of Getting to Know Us und Star Food von Ethan Canin schrieb.

## Handlung
Im Mittelpunkt der Geschichte steht Christopher Rocket, ein pflichtbewusster Workaholic, der sich ganz auf seine Karriere konzentriert und große Schwierigkeiten hat, sich emotional auf andere Menschen einzulassen – insbesondere auf seine Freundin Anne.
Als Christophers Vater einen Schlaganfall erleidet, kehrt er widerwillig in seine Heimat Florida zurück. Dort wird er mit seiner Vergangenheit konfrontiert: In Rückblenden wird seine Kindheit in einer dysfunktionalen Familie gezeigt, geprägt von einem abwesenden, golfbegeisterten Vater und einer gesundheitsfanatischen Mutter. Das Wiedersehen mit seinem sterbenskranken Vater zwingt Christopher, sich mit alten Wunden und der Ursache seiner Bindungsprobleme auseinanderzusetzen.
Im Verlauf des Films erkennt Christopher, dass seine Schwierigkeiten, sich zu öffnen und Beziehungen einzugehen, tief in seiner Kindheit und der unglücklichen Ehe seiner Eltern verwurzelt sind. Die Handlung begleitet ihn auf einer emotionalen Reise, in der er versucht, sich mit seiner Vergangenheit und seiner Familie zu versöhnen und einen Weg zu finden, sich seiner Freundin Anne gegenüber zu öffnen.

## Kritiken
Die Organisatoren des Sundance Film Festivals schrieben, der Film sei eine „dunkle komödiantische Erkundung der Dynamik der klassischen dysfunktionalen Familie“. Jimmy Fallon spiele seine Rolle mit „köstlicher Feinsinnigkeit“.
Das Lexikon des internationalen Films meinte: „Ein um Ausgleich bemühtes (Fernseh-)Drama, das leisere Töne anzuschlagen versucht, aber kaum in die Tiefe der Charaktere vordringt.“

## Hintergründe
Der Film wurde in Florida, darunter in Jacksonville, gedreht. Seine Weltpremiere fand am 24. Januar 2007 auf dem Sundance Film Festival statt, dem einige weitere Filmfestivals folgten.